# Agostino Casaroli

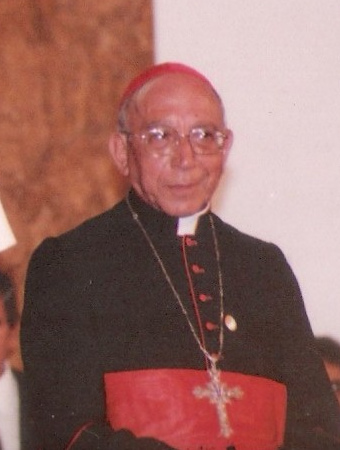
Kardinal Casaroli während des Besuchs von Papst Johannes Paul II. in Medellín (1986)

Wappen von Agostino Kardinal Casaroli

Agostino Kardinal Casaroli (* 24. November 1914 in Castel San Giovanni, Provinz Piacenza, Italien; † 9. Juni 1998 in Rom) war Diplomat und Kardinal der römisch-katholischen Kirche. Seit 1950 im diplomatischen Dienst des Vatikans tätig, wurde er in den 1960er-Jahren Architekt der vatikanischen Ostpolitik. Von 1979 bis 1990 war er Kardinalstaatssekretär. Von 1993 bis zu seinem Tod war er Kardinalsubdekan.

## Leben
Casaroli, Sohn eines Schneiders, studierte von 1929 bis 1936 Philosophie (bis 1932) und Theologie (ab 1932) in Piacenza. Am 27. Mai 1937 empfing er das Sakrament der Priesterweihe. 1939 wurde er am Päpstlichen Athenaeum Lateranense zum Dr. iur. can. promoviert. Ab 1940 arbeitete er im Staatssekretariat des Heiligen Stuhls zunächst im archivarischen Dienst, ab 1943 übte er im Bistum Rom auch pastorale Tätigkeiten aus. Am 4. Januar 1945 verlieh ihm Papst Pius XII. den Ehrentitel Überzähliger Geheimkämmerer Seiner Heiligkeit (Monsignore). 1950 wechselte Casaroli in den diplomatischen Dienst des Staatssekretariates, wo er für Lateinamerika zuständig war. Pius XII. verlieh ihm am 22. Dezember 1954 den Titel Hausprälat Seiner Heiligkeit. 1955 nahm er als Assistent von Adeodato Giovanni Piazza an der ersten Generalversammlung des Lateinamerikanischen Bischofsrats teil.
Im März 1961 ernannte ihn Papst Johannes XXIII. zum Untersekretär der „Heiligen Kongregation für die außerordentlichen Angelegenheiten der Kirche“ (ab 1968: „Rat für die öffentlichen Angelegenheiten der Kirche“). Am 4. Juli 1967 wurde er deren Sekretär und damit eine Art Außenminister des Heiligen Stuhls. Am selben Tag wurde er zum Titularerzbischof von Karthago ernannt. Am 16. Juli spendete ihm Papst Paul VI. die Bischofsweihe; Mitkonsekratoren waren Augusto Gianfranceschi, Bischof von Cesena, sowie Jacques-Paul Martin, Präfekt des Päpstlichen Hauses.
Agostino Casaroli gilt als Architekt der vatikanischen Ostpolitik unter Johannes XXIII. und Paul VI. Er war als Diplomat in der Lage, diffizile Abkommen mit antiklerikalen oder sogar atheistischen Regierungen auszuhandeln, etwa in Jugoslawien und Ungarn. Allerdings erntete er herbe Kritik für diese Verträge, die von vielen Katholiken der Ostblockländer als unnötige Kompromissbereitschaft gegenüber einer die Kirche verfolgenden Regierung ausgelegt wurden – so etwa das Abkommen mit Ungarn (1964), das zur Bischofsweihe von längst bekannten Geheimagenten der Kommunistischen Partei geführt hat. Von den fünf Bischofsweihen nach 1964 waren drei Kandidaten bereits als Agenten tätig und ein weiterer befand sich im Stadium der Kandidatur. An den westdeutschen Bischöfen vorbei verhandelte Casaroli mit der DDR-Führung über Möglichkeiten einer (teilweisen) Loslösung der in der DDR gelegenen Teile von Jurisdiktionen. Als Kardinal Julius Döpfner 1976 deshalb Casaroli zur Rede stellte, belog Casaroli Döpfner: „Es wird nicht verhandelt.“ Die für den 28. August 1978 vorgesehene Gründung von Bistümern in der DDR kam nur deshalb nicht zustande, weil Papst Paul VI. am 6. August 1978 starb und sein Nach-Nachfolger, Papst Johannes Paul II., es ablehnte, durch einen solchen Schritt die Teilung Deutschlands anzuerkennen.
Papst Johannes Paul II. ernannte Casaroli am 28. April 1979 zum Pro-Staatssekretär (Staatssekretär ohne Kardinalsrang) und nahm ihn am 30. Juni als Kardinalpriester mit der Titelkirche Santi XII Apostoli in das Kardinalskollegium auf. Bereits am Tag darauf wurde er zum Kardinalstaatssekretär ernannt. Im Oktober 1981 war Kardinal Casaroli päpstlicher Legat bei den Feierlichkeiten zum 700. Geburtstag des heiligen Franz von Assisi, in selber Funktion nahm er im Oktober 1984 am nationalen Eucharistischen Kongress von Argentinien teil. Am 25. Mai 1985 wurde er Kardinalbischof von Porto und Santa Rufina.
Mit Erreichen der Altersgrenze trat Casaroli am 1. Dezember 1990 von allen seinen Ämtern zurück. Am 5. Juni 1993 wurde er Kardinalsubdekan. Fünf Jahre später starb Kardinal Casaroli mit 83 Jahren in Rom, nachdem er zuvor Herzprobleme hatte. Er wurde in seiner früheren Titelkirche Santi XII Apostoli beigesetzt. Nach seinem Tod wurde in Bedonia auf Initiative seiner Nichte Orietta Casaroli Zanoni das Studienzentrum Associazione Centro Studi Cardinale Agostino Casaroli gegründet.
Zwei Jahre nach seinem Tode erschien in Italien unter dem Titel Il martirio della pazienza (Martyrium der Geduld) die Autobiographie Casarolis. Der Titel des Werks, der die Mühen einer Politik der kleinen Schritte beschreibt, wird gelegentlich von Papst Franziskus zitiert, etwa in Zusammenhang mit dessen China-Politik.

## Ehrungen
- 1960: Großes Bundesverdienstkreuz
- 1963: Großoffizier des Verdienstordens der Italienischen Republik
- 1965: Großes Goldenes Ehrenzeichen mit dem Stern für Verdienste um die Republik Österreich[7]
- 1966: Großoffizier des Ordens des Infanten Dom Henrique
- 1972: Großkreuz des Verdienstordens der Italienischen Republik
- 1979: Großkreuz des portugiesischen Christusordens
- 1981: Offizier des Ordens des heiligen Jakob vom Schwert
- 1985: Großkreuz des Ordens des Infanten Dom Henrique
- 1991: Großes Goldenes Ehrenzeichen am Bande für Verdienste um die Republik Österreich[7]